# Insektensterben

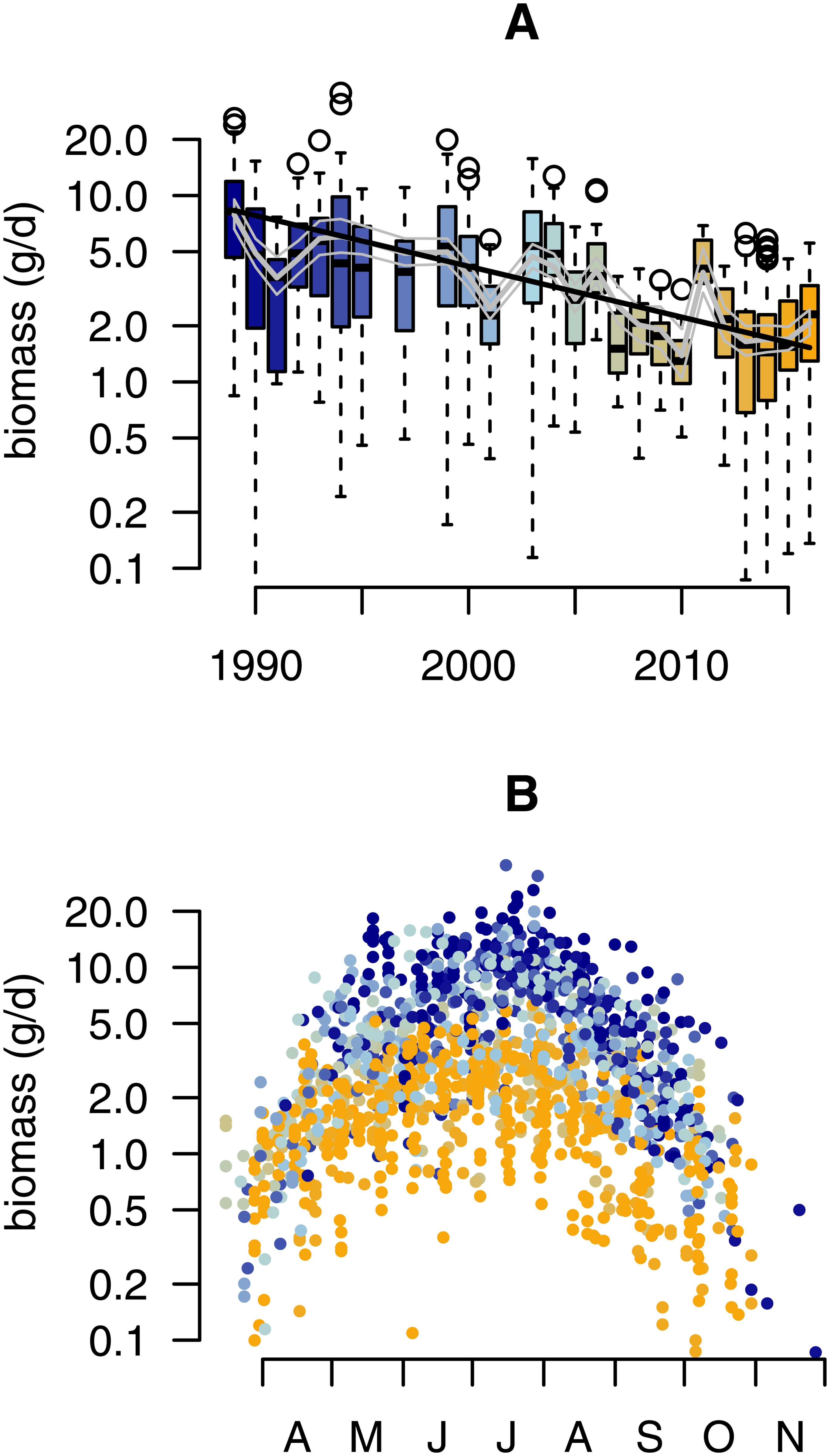
Entwicklung der Fluginsekten-Biomasse in NRW-Schutzgebieten von 1989 bis 2016
Grafik A: Box-Plot-Darstellung der Jahresergebnisse
Grafik B: Saisonale Verteilung;
beide Grafiken in logarithmischer Darstellung und Farbverläufen blau (1989) bis orange (2016)

Der Begriff Insektensterben bezeichnet den Rückgang der Zahl bzw. Biomasse der Insekten und/oder der Artenzahl von Insekten (Biodiversität) in einem Gebiet.
Ein Schwund der Insektenanzahl gilt in der Ökologie als besonders problematisch, da Insekten vielen anderen Arten als Nahrung dienen, beispielsweise zahlreichen Amphibien, Vögeln und Fledermäusen. Ein Rückgang der Insektenpopulationen gefährdet somit auch viele andere Arten in ihrem Bestand. Zudem ist die Bestäubung durch Insekten für viele Pflanzen, darunter zahlreiche Nutzpflanzen, unverzichtbar. Insekten sind unter anderem auch als Destruenten von großer ökologischer Bedeutung. Vor allem Dungkäfer spielen in der Grünland-Bewirtschaftung eine wichtige Rolle, weil nur sie die rasche Zersetzung des Kots von Nutztieren wie Pferden oder Rindern gewährleisten. Des Weiteren sind manche Insekten Zeigertiere und damit Bioindikatoren. Unter den Insekten finden sich aber auch Lästlinge und Schädlinge, und einige Arten können als Krankheitsüberträger für den Menschen gefährlich werden (zum Beispiel die Asiatische Tigermücke).
Das Insektensterben ist unter anderem Teil der Biodiversitätskrise, die seit der Ausbreitung des Menschen und dessen intensiver Landnutzung in allen Familien des Lebens festzustellen ist.

## Bedeutung

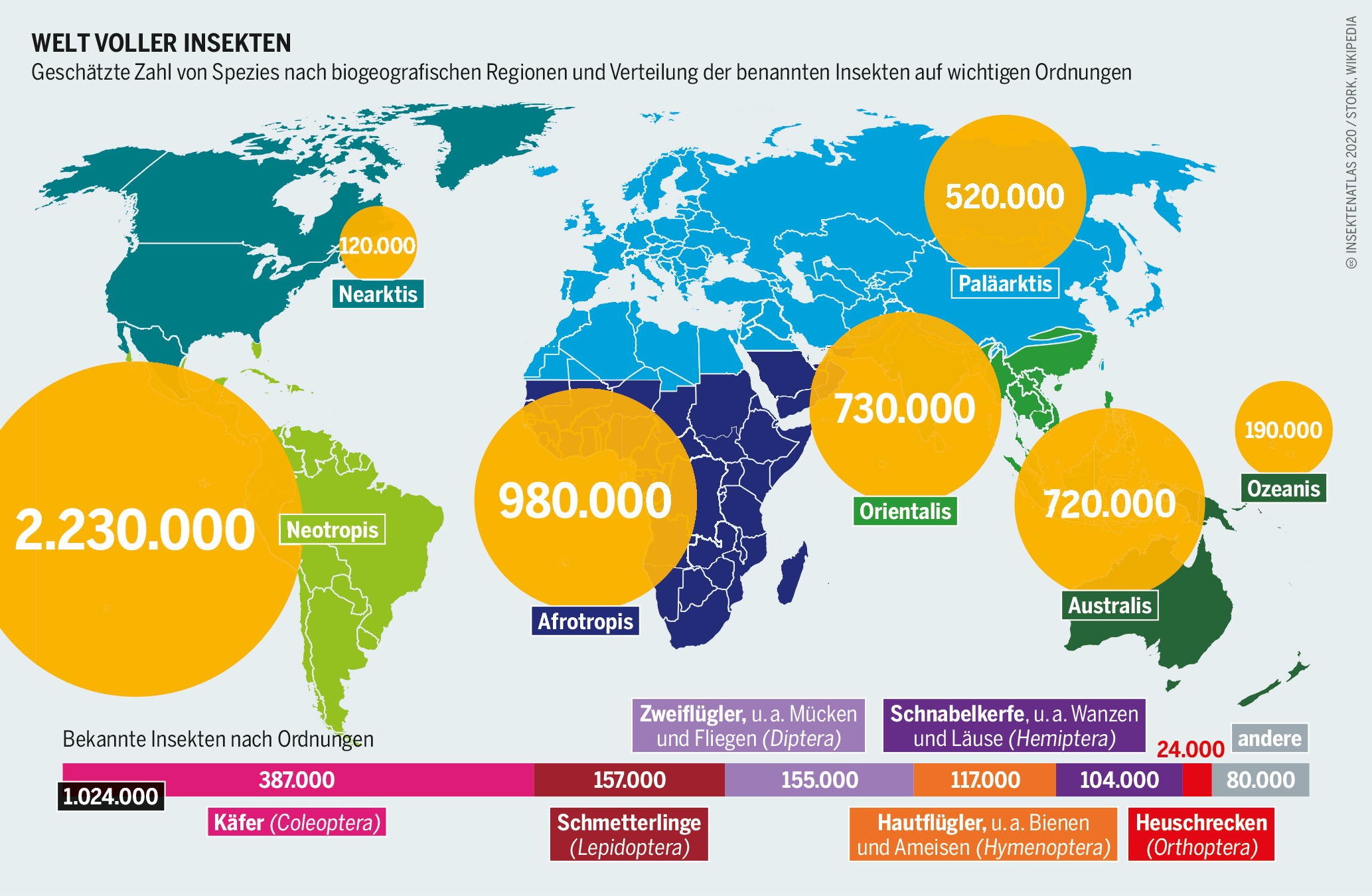
Geschätzte Zahl von Insektenspezies nach Regionen und Verteilung auf wichtige Ordnungen

Bereits 1992 hatte das Umweltprogramm der Vereinten Nationen (United Nations Environment Programme, UNEP) angesichts der Bedrohung der Biodiversität eine Konferenz einberufen und mit der dort verabschiedeten Konvention für biologische Vielfalt auf den befürchteten starken Rückgang des Artenbestands reagiert. Mit Stand März 2019 wurde die Konvention von 168 Staaten einschließlich der Europäischen Union unterzeichnet. Geschätzt zählen mehr als 60 Prozent aller Tierarten zu den Insekten, allein in Deutschland haben Entomologen bislang rund 33.000 Arten beschrieben, wovon derzeit mehr als 7.800 (ca. 25 Prozent) auf der Roten Liste gefährdeter Arten stehen. Stand Anfang 2025 stuft die IUCN von 12.747 gelisteten Insektenarten 58 als bereits ausgestorben (Extinct) ein, eine Art als in der Natur ausgestorben (Extinct in the Wild), 436 Arten vom Aussterben bedroht (Critically Endangered), 994 Arten als stark gefährdet (Endangered) und 993 Arten als gefährdet (Vulnerable). 3.260 Arten können aktuell nicht bewertet werden (Data Deficient).
Vergleichende ökologische Untersuchungen belegen, dass sich nicht nur die Vielfalt der Insekten im Industriezeitalter in vielen Regionen deutlich verringert hat. Allerdings ist bei den Insekten wie bei allen Wirbellosen die Datenbasis schlechter als bei den Wirbeltieren. Neben der Artenzahl hat dabei auch deren Abundanz (Populationsdichte) abgenommen: bei der am besten untersuchten Gruppe der Schmetterlinge schätzungsweise um ca. ein Drittel in den vergangenen 40 Jahren. Als besonders besorgniserregend wird dabei angesehen, dass neben seltenen Arten, deren Erhaltung im besonderen Fokus des Artenschutzes steht, offenbar auch bisher noch als häufig und weit verbreitet geltende Arten starke Bestandseinbrüche zeigen, die anfangs nicht bemerkt wurden.
Ein beunruhigender Aspekt resultiert aus Beobachtungen, die auf einen Rückgang von blütenbestäubenden Insekten hinweisen. Hier hat unter dem Schlagwort Bienensterben eine öffentliche Debatte eingesetzt, die insbesondere die Honigbiene betrifft. Diese Art ist allerdings ein domestizierbares Nutztier, das in großen Teilen ihres Verbreitungsgebiets durch die Imkerei vom Menschen eingeführt wurde und dessen Bestandshöhe damit nicht nur von natürlichen Faktoren abhängt. Aber auch die natürlichen Bestäuber, deren Ökosystemdienstleistung durch Bestäubung von Kulturpflanzen auch für den Menschen schon rein ökonomisch noch weitaus bedeutsamer ist, gehen womöglich in gleicher Weise zurück. Es wird davon ausgegangen, dass Insekten an die 75 Prozent aller wichtigen Kulturpflanzen bestäuben.
Vermutlich hängt auch der weithin beobachtete Rückgang insektenfressender Vogelarten, insbesondere in Agrarlandschaften, mit einem Rückgang der Insekten als Nahrungsquelle zusammen. Insektenfressende Vögel verbrauchen weltweit schätzungsweise 400–500 Millionen Tonnen Biomasse pro Jahr.

### Studien im deutschsprachigen Raum
Lange Zeit gab es wenige verlässliche Zahlen zu einem Rückgang der Biomasse bei Insekten. Wissenschaftler führen das auf den Rückgang öffentlich finanzierter Forschung in der Taxonomie und Ökotoxikologie seit den 1990er Jahren zurück.
Bei der Verwendung des Begriffs häufig zitiert ist „ein Rückgang von 80 % seit Ende der 1980er Jahre“. Dieser Wert wurde manchmal auf ganz Deutschland bezogen, manchmal nur auf bestimmte Regionen, teilweise war von „bis zu 80 %“ die Rede. Die Zahl geht zurück auf eine Veröffentlichung ehrenamtlich Forschender (-> Citizen Science) des Entomologischen Vereins Krefeld aus dem Jahr 2013: Diese betreiben seit Jahrzehnten dutzende Messstellen für Fluginsekten in Nordrhein-Westfalen. In der „Krefelder Studie“ wurden die zwei Messstellen im Orbroicher Bruch (Naturschutzgebiet Orbroich, Stadt Krefeld) herangezogen, um die Jahre 1989 und 2013 zu vergleichen: Dabei wurde bei einer Messstelle ein Gewichtsrückgang von 77 % festgestellt, bei der anderen ein Rückgang von 80. Eine andere Studie der Universität Göttingen kommt zu einem ähnlichen Ergebnis. Bei einer großflächigen Untersuchung von Trockenrasen in Brandenburg, Sachsen und Thüringen wurde ein Individuenrückgang von bis zu 73 % der Zikadenpopulationen festgestellt. Das entspricht einem durchschnittlichen Biomasseverlust von 54 %. Für den Vergleich wurden Daten aus den 1960ern herangezogen und mit neu erhobenen Daten von 2008 bis 2010 verglichen.
Die Messungen des Entomologischen Vereins Krefeld erfolgten mit jeweils an den Messstellen angebrachten Malaise-Fallen, die 1989 und 2013 zu ähnlichen Zeitpunkten innerhalb des Jahres geleert wurden (z. B. Leerung 8. Mai 1989 und Leerung 5. Mai 2013) – in beiden Jahren jeweils 24 mal. An den beiden Messstellen wurde ein Rückgang der Fluginsekten-Biomasse von 77 bzw. 80 % festgestellt. Über die Krefelder Studie wurde 2017 in der Zeitschrift Science berichtet. Auch in einem großen Artikel in der New York Times wurden die Ergebnisse der Studien intensiv erläutert.
Insgesamt hatte der Verein an 88 Standorten fliegende Insekten gesammelt, ihre Arten bestimmt und sie gewogen. Während dabei 1995 noch 1,6 Kilogramm in den Untersuchungsfallen gefunden worden seien, seien es heute oft nur 300 Gramm. Diese Biomasseverluste von bis zu 80 % beträfen unter anderem Schmetterlinge, Bienen und Schwebfliegen. Dabei bezieht sich der Wert nur auf die Messwerte der Jahre 1989 und 2013 an zwei Messstellen im Krefelder Naturschutzgebiet Orbroicher Bruch. Die Ergebnisse der vom Krefelder Verein mit dem NABU zusammen durchgeführten Untersuchung wurden im Januar 2016 dem Umweltausschuss des Deutschen Bundestags vorgestellt.
Im Oktober 2017 wurden die um zahlreiche weitere untersuchte Gebiete erweiterten Ergebnisse in Zusammenarbeit mit einem internationalen Wissenschaftlerteam in der Fachzeitschrift PLOS ONE publiziert: Diese Langzeitstudie dokumentiert anhand von Malaisefallen die Bestandszahlen in 63 deutschen Schutzgebieten in unterschiedlichen Jahren, jeweils im Zeitraum von 1989 bis 2016, wobei 37 Gebiete einmal, 20 zweimal, fünf dreimal  in vier Jahren untersucht wurden. Nach der Studie nahm die Masse der Fluginsekten in den untersuchten Gebieten um durchschnittlich 6,1 % pro Jahr, kumuliert um über 75 (74,8–78,5) % ab, im Hochsommer um etwa 80 (79,7–83,4) %. Der Rückgang erstreckte sich dabei ohne wesentliche Trendunterschiede über alle untersuchten Biotoptypen. Der dabei mit dokumentierte Anstieg der mittleren Jahrestemperatur und der Nährstoffe hatte keinen Einfluss auf das Ergebnis; diese Faktoren wirkten sich im Gegenteil positiv auf die Insekten-Biomasse aus, wirkten also dem beobachteten Trend eher entgegen. Auch Änderungen der Vegetation und Landnutzung in den Schutzgebieten selbst, die häufig als wesentlich für den Rückgang angesehen werden, waren nicht hinreichend, um den Rückgang zu erklären. Nach Ansicht der Autoren spiegeln die Ergebnisse großräumige Trends wider, am wahrscheinlichsten die in großem Stil intensivierte landwirtschaftliche Bodennutzung (erhöhte Maßnahmenintensität und -frequenz, etwa von Pflügen und Pestizideinsatz). Da entsprechende Daten weltweit nur an wenigen Stellen erhoben worden sind, so dass der Rückgang von Experten zwar generell als hochwahrscheinlich eingeschätzt wird, dies aber sehr selten mit harten Daten untermauert werden konnte, hat die Studie öffentlich viel Aufmerksamkeit erregt. Die gesammelten Insekten werden von den Forschern aufgehoben, um vielleicht einmal zu untersuchen, um welche Arten es sich handelt und ob es Veränderungen gab, zum Beispiel in der Zahl der Arten.
Bei einer umfassenden Untersuchung in den Jahren 2008 bis 2017 an insgesamt 290 Standorten in drei Regionen (in der Schwäbischen Alb in Süddeutschland, im Hainich in Thüringen sowie in der Schorfheide in Brandenburg) wurde sowohl in offenen Wiesenflächen wie auch in Waldgebieten ein massiver Rückgang der Biomasse, Anzahl und Artenanzahl der untersuchten Gliederfüßer (neben Insekten auch Spinnen sowie Hundertfüßer und Tausendfüßer) festgestellt: im Grasland ging die gesamte Biomasse um durchschnittlich 67, die Individuenzahl um 78 und die Artenzahl der Tiere um 34 % zurück, wobei vor allem seltenere Arten betroffen waren. In Waldgebieten gingen die Biomasse um 41 und die Artenzahl um 36 % zurück.

In den Jahren 2019 und 2020 wurde in einer Kooperation der Landesanstalt für Umwelt Baden-Württemberg und des Staatlichen Museums für Naturkunde Karlsruhe ein umfangreiches Nachtfalter-Monitoring auf 25 ausgewählten Probeflächen durchgeführt. Die Studie lieferte wertvolle Einblicke in die Auswirkungen von Umweltveränderungen. Dank einer sehr guten historischen Datenbasis konnten die Zeiträume 1970-2000 und 2001-2020 verglichen werden, was deutliche Rückgänge und Veränderungen der Nachtfalterfauna aufzeigte. Hauptursachen sind Biotopverlust, intensive Landwirtschaft und die globale Erwärmung. Die Ergebnisse wurden in einem umfangreichen Doppelband veröffentlicht. 

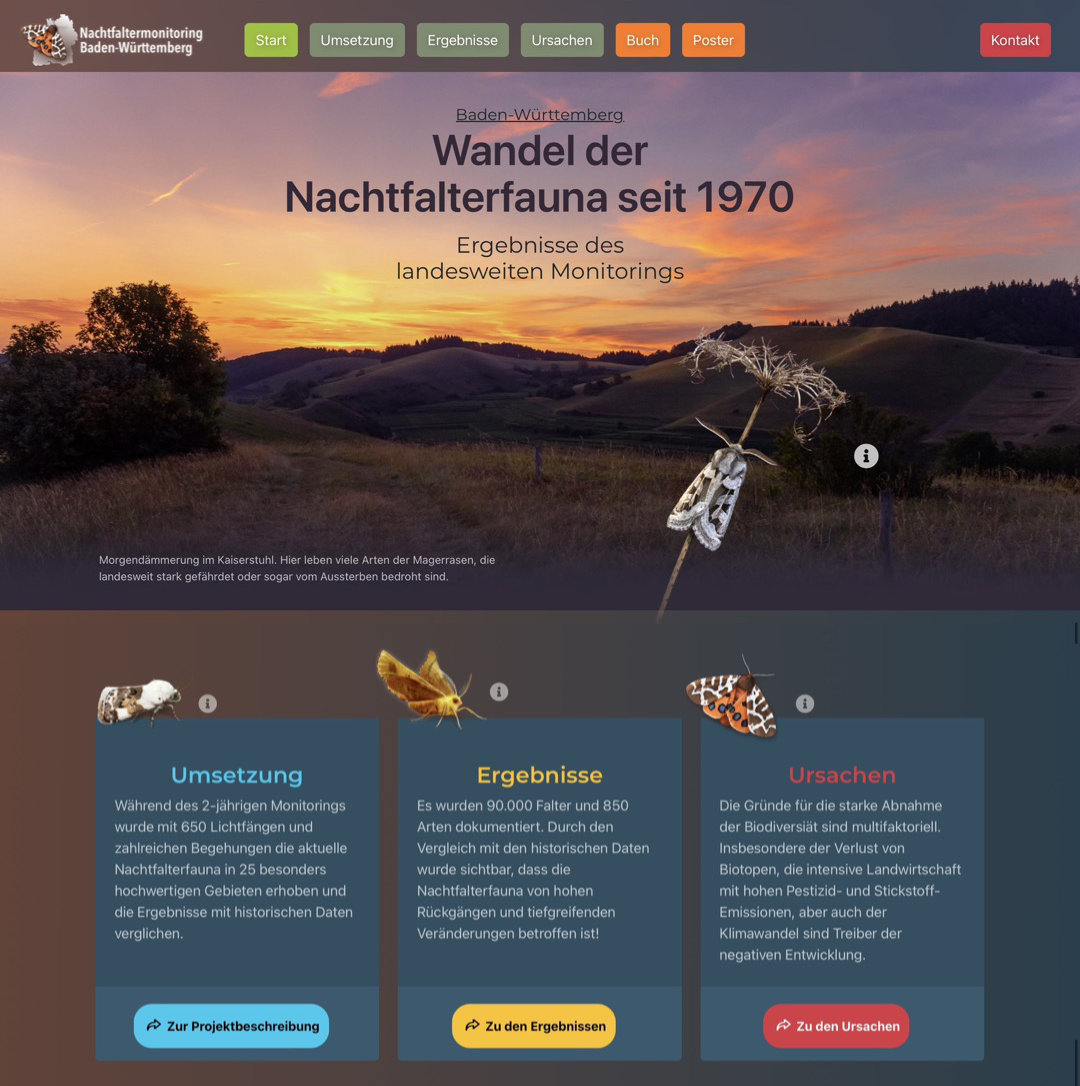
Allgemeinverständliche Website über das Nachtfalter-Monitoring in Baden-Württemberg

 Für die breite Öffentlichkeit wurde das Nachtfalter-Monitoring allgemeinverständlich auf einer Website mit zahlreichen Grafiken aufbereitet.
Im Oktober 2024 erschien in Science eine Studie, bei der die Forscher im Labor den Einfluss von 1024 Insektiziden, Herbiziden, Fungiziden und Pflanzenwachstumshemmern testeten, die auf den Äckern eingesetzt werden. Dabei verfütterten sie die Chemikalien in realistischen Szenarien sowohl einzeln und als auch im Gemisch in drei verschiedenen Konzentrationen an Larven der Taufliege (Drosophila melanogaster). Anschließend erfassten sie, wie viele nach zehn Tagen noch lebten. Ergebnis war, dass 57 Prozent der getesteten Stoffe das Verhalten der Larven auch in geringen Dosen veränderten. Bei Raupen von Distelfaltern (Vanessa cardui) und bei Larven von Stechmücken (Anopheles stephensi), zwei wirtschaftlich und ökologisch bedeutenden Arten, beobachteten sie ähnliches. Daraus leiteten die Wissenschaftler ab, dass chemische Pflanzenschutzmittel offenbar schon in geringen Konzentrationen ungewollt die Entwicklung und die Fortpflanzungsfähigkeit von unschädlichen oder nützlichen Insekten beeinträchtigen kann.

### Internationale Studien

Aussagen zum Insektenrückgang in 73 Studien (2019):
Die Grafik zeigt, dass sich der überwiegende Teil der Studien zum Insektensterben auf Europa und die USA beschränkt

Anfang 2019 wurde eine Übersichtsarbeit der beiden in Australien arbeitenden Forscher Francisco Sánchez-Bayo und Kris A. G. Wyckhuys in der wissenschaftlichen Zeitschrift Biological Conservation veröffentlicht, die sich mit der weltweiten Dimension des Phänomens befasste. Die Studie fand ein breites internationales Medienecho, weit über Fachkreise hinaus. Die beiden Forscher werteten 73 Studien zum Insektensterben aus verschiedenen Weltregionen aus und kamen zu dem Schluss, dass es in den vorangegangenen Jahrzehnten zu einer massiven Abnahme der Biomasse und der Biodiversität der Insekten gekommen war. Sie prognostizierten ein Aussterben von etwa 40 Prozent aller Insektenspezies in den nächsten Jahrzehnten, falls sich diese Entwicklung fortsetze. Von den Landinsekten seien besonders die Lepidoptera, Hymenoptera und Dungkäfer gefährdet, während vier große aquatische Taxa (Odonata, Plecoptera, Trichoptera und Ephemeroptera) schon jetzt einen erheblichen Teil ihrer Spezies eingebüßt hätten. Als wesentlichen Grund für den Verlust an Biomasse und Biodiversität benannten die Forscher den Verlust von Lebensräumen, hauptsächlich bedingt durch die intensivierte Landwirtschaft. Weitere Faktoren seien die Verschmutzung durch Agrochemikalien, invasive Spezies und der globale Klimawandel.
Eine 2020 publizierte Metastudie, basierend auf 166 Langzeit-Untersuchungen an 1676 Standorten in 41 Ländern (mit den Schwerpunkten in Europa und Nordamerika), kam zu dem Resultat einer durchschnittlichen Abnahme des Insektenaufkommens von etwa 9 Prozent pro Jahrzehnt. Dabei wurden unterschiedliche Trends selbst in unmittelbar benachbarten Arealen registriert: Während die Häufigkeit von Süßwasser-Insekten im Beobachtungszeitraum um 11 Prozent zunahm, sind terrestrische Insekten (und hier vor allem in Bodennähe oder überwiegend in der Lufthülle lebende Arten) von Faktoren wie umfangreicher Landnutzung und intensivierter Agrarwirtschaft besonders betroffen. In ausgewiesenen Schutzgebieten verzeichnete diese Entwicklung eine signifikante Abschwächung, aber keine gegenläufige Tendenz. Die global nachgewiesene Zunahme der Süßwasser-Insekten ist wahrscheinlich auf Gewässerschutzmaßnahmen und eine konsequentere Umsetzung der entsprechenden Vorschriften zurückzuführen, wobei Klimaveränderungen und erhöhte Nährstoffeinträge bei diesen Habitaten ebenfalls eine Rolle spielen können.
Die Forschungsergebnisse, beziehungsweise die Schätzungen über den tatsächlichen Rückgang der Insekten schwanken stark, was unter anderem daran liegt, dass mögliche positive Effekte wenig untersucht wurden und dass sich die meisten Studien auf Europa und Nordamerika konzentrieren. Laut „Weltbiodiversitätsrat IPBES (…) ist der Anteil der bedrohten Insektenarten weltweit eine unbekannte Größe.“
Eine Übersichtsarbeit aus dem Jahr 2021 zeigt regional aufgefächerte Faktoren und Risiken, die mit dem weltweiten Bestäubersterben verbunden sind. Drücke durch Pestizide und Landmanagementsänderungen wurden als sehr wichtige Treiber in den meisten Regionen identifiziert und könnten durch globale Regulierungen reduziert werden.
2021 stellte die „erste langfristige Bewertung des globalen Bienensterbens“, welche GBIF-Daten über mehr als einem Jahrhundert analysierte, fest, dass die Anzahl der Bienenarten nach den 1990er Jahren steil abgenommen hat und zwischen 2006 und 2015 um ein Viertel im Vergleich zu vor 1990 geschrumpft ist.

### Untersuchungen anhand von Schmetterlingen

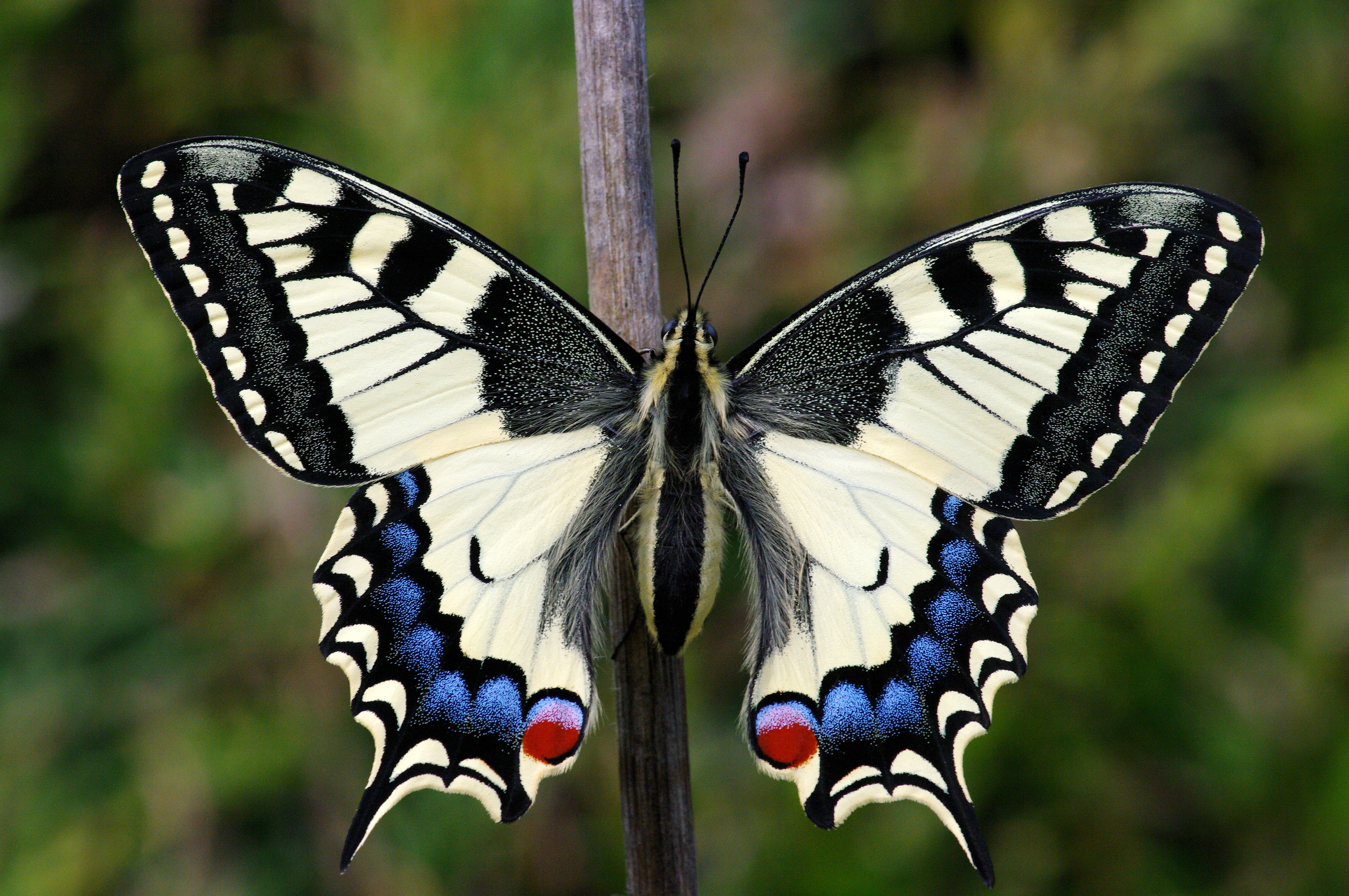
Der Schwalbenschwanz ist inzwischen in Mitteleuropa eine gefährdete Art.

Schmetterlinge gehören zu den besser untersuchten Insektengruppen, so dass für diese Gruppe auch einige der wenigen Langzeituntersuchungen vorliegen, anhand derer ein Rückgang nicht nur vermutet, sondern anhand von Daten auch nachgewiesen werden kann. Obwohl es auch Kritiker gibt, werden die Daten für die Schmetterlinge überwiegend als vergleichbar mit solchen für die gesamte Insektenfauna angesehen und können deshalb als Modellgruppe herangezogen werden. Aufgrund des extremen Aufwands, der mit quantitativen Untersuchungen verbunden ist, liegen auch für diese Gruppe in erster Linie Messungen der relativen Häufigkeit vor, die aber als methodisch gut abgesichert gelten. Weltweit am besten untersucht ist die Fauna der Insel Großbritannien. Die Gruppe der Nachtfalter („macro-moths“, d. h. nur die Großschmetterlinge) wird seit 1968 durch ein Netz von Lichtfallen (gut 80 Fallen pro Jahr, in wechselnden Gebieten, im Durchschnitt gut 7 Jahre pro Gebiet) des Rothamsted Insect Survey, betrieben von Rothamsted Research erforscht. Für die Tagfalter liegen die umfangreichen Beobachtungen des UK Butterfly Monitoring Scheme, mit jährlich herausgegebenen Berichten, vor. Bei beiden Datensätzen handelt es sich um von einem Netz von speziell geschulten ehrenamtlichen Bearbeitern nach einem standardisierten Protokoll gesammelten Beobachtungen, also um Bürgerwissenschaft (Citizen Science). Aufgrund des Mangels quantitativer Daten wurde hier teilweise aus einem verkleinerten Verbreitungsgebiet von Arten auf ihre abnehmende Häufigkeit geschlossen.
Die Daten zu den Nachtfaltern zeigen Arten mit zunehmendem und solche mit abnehmendem Bestand, wobei allerdings die abnehmenden Arten klar überwiegen, sie machen etwa zwei Drittel aller Arten aus. Der Rückgang von 337 bisher als häufig und weit verbreitet geltenden Arten war insgesamt so stark, dass er bei 71 davon nach den Kriterien des IUCN für eine Aufnahme in die Rote Liste gefährdeter Arten ausreichen würde. Als wichtigster Grund für die Abnahme erwies sich abnehmende Qualität (Degradation) der Habitate durch landwirtschaftliche Bodennutzung, wobei die Daten keinen Rückschluss auf einzelne Teilursachen zuließen. Weil vergleichbare Daten nur an wenigen Stellen vorliegen, ist ein direkter Vergleich schwierig. Bei einem vergleichbaren Monitoringprojekt mittels Lichtfallen in Ungarn zeigten sich allerdings dieselben Trends, einschließlich einer langfristigen Abnahme der Gesamtabundanz. Bei den Nachtfaltern gab es, wie bei den Tagfaltern, Arten, die aufgrund der Klimaerwärmung ihr Verbreitungsgebiet nach Norden ausweiten konnten. Ebenso wie bei den Tagfaltern nahmen aber von diesen mehr Arten aufgrund von Habitatverschlechterungen im Bestand ab, als von der Arealerweiterung profitieren konnten. Bei den Tagfaltern in England, dem am besten untersuchten Gebiet, zeigten seit 1976 überschlägig etwa 65 Prozent der ausgewählten Artengruppe (55 Arten, davon 25 weit verbreitete und häufige) einen negativen Bestandstrend, 33 Prozent einen positiven, wobei die Werte für die letzte Dekade ein etwas erfreulicheres Bild zeigen.

### Insekten als Bestäuber

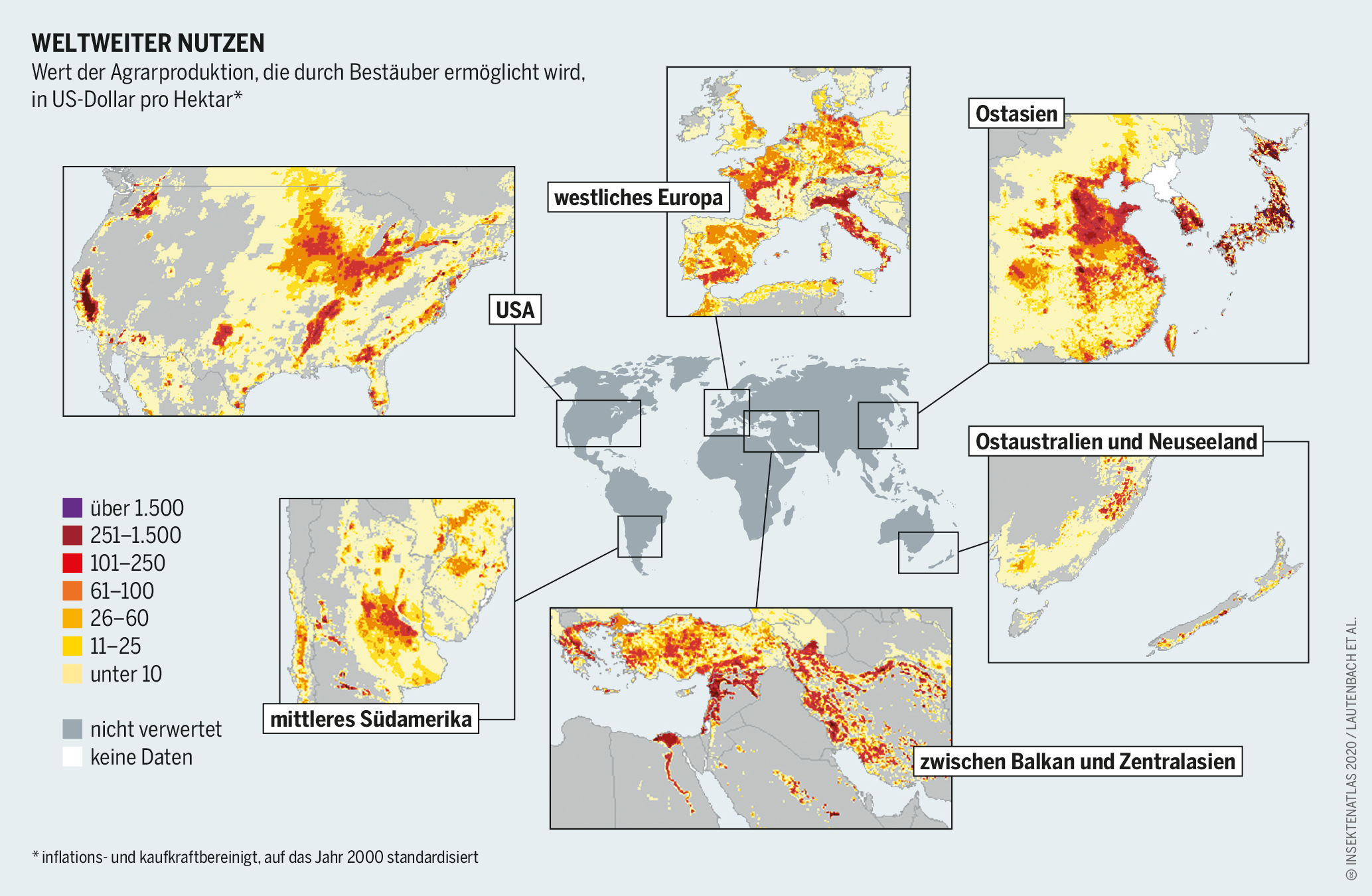
Wert der Agrarproduktion, die durch Bestäuber ermöglicht wird, in US-Dollar pro Hektar (inflations- und kaufkraftbereinigt, auf das Jahr 2000 standardisiert)

Der Rückgang von Insekten, die Blüten bestäuben, hat auch wegen der unmittelbar drohenden wirtschaftlichen Auswirkungen auf die Ernte von Kulturpflanzen besondere Aufmerksamkeit gefunden. Die UN-Organisation Intergovernmental Platform on Biodiversity and Ecosystem Services IPBES, die, ähnlich der Funktion des Intergovernmental Panel on Climate Change IPCC, bei der Frage des Klimawandels als Plattform für den Austausch zwischen Wissenschaft und Politik in Fragen der Biodiversität dienen soll, stellte 2016 ihren ersten großen Bericht (assessment report) zu diesem Thema vor. Die Bearbeiter kommen in der Zusammenfassung des Berichts zu dem Schluss: „Wild pollinators have declined in occurrence and diversity (and abundance for certain species) at local and regional scales in North West Europe and North America.“ („Wildbestäuber haben in Nordwesteuropa und Nordamerika sowohl auf lokaler als auch auf regionaler Ebene an Vorkommen und Vielfalt (und bei bestimmten Arten auch an Häufigkeit) abgenommen.“) Im Bericht wird auf einen nachgewiesenen Rückgang von Hummel-Arten (Bombus spp.) und anderen Wildbienen hingewiesen, wobei einem generellen Rückgangstrend der meisten Arten bisher ein Anstieg einiger weniger Arten, darunter oft vom Menschen eingeführter, entgegenstand. In einigen Fällen ist nachgewiesen, dass der weltweite Transport vom Menschen gezüchteter Bestäuber-Arten durch eingeschleppte Parasiten und Krankheiten direkt zum Rückgang autochthoner Arten führte. Dabei liegen außerhalb von Europa und Nordamerika nur wenige Studien vor. Außerhalb des Berichts (an dessen Zustandekommen zahlreiche Experten, darunter auch solche aus industrienahen Institutionen, beteiligt waren) weisen einige der Hauptautoren des Berichts in einem unabhängigen Statement auf, aus ihrer persönlichen Sicht, wesentliche Schlussfolgerungen daraus hin. Sie nennen dabei an erster Stelle die Notwendigkeit verschärfter Zulassungsverfahren für Pestizide.

## Methoden der Datenerfassung und -aufbereitung
Zum Nachweis eines Insektensterbens sind Daten zur Abundanz von Insekten in früheren Jahren mit aktuellen Daten erforderlich, die ggf. einen in der Zwischenzeit eingetretenen Rückgang belegen können (Monitoring). Obwohl es zahlreiche anekdotische Berichte über zurückgegangene Insektenzahlen auch aus Deutschland gibt, existieren, auch weltweit, nur wenige einen längeren Zeitraum abdeckende Datensätze. Die Analyse dieser Daten ist zudem schwierig und methodisch anspruchsvoll. Da Insektenpopulationen zu starken Populationsschwankungen von Jahr zu Jahr neigen, die oft mit den Wetterbedingungen korrelieren, sind Zeitreihen, die einen langen Zeitraum abdecken, für einen statistisch absicherbaren Nachweis eines Rückgangs notwendig. Alle vorliegenden Zeitreihen beruhen dabei auf Messungen der relativen Häufigkeit mittels automatisch wirkenden Fallen (Fangautomaten), wie Lichtfallen oder Malaisefallen. Um hier Messfehler in vertretbarem Rahmen zu halten, können nur Daten miteinander direkt verglichen werden, die mit einer standardisierten und einheitlichen Methodik erhoben worden sind. Eine Umrechnung der relativen Häufigkeiten in absolute Zahlen (absolute Populationsgröße oder Populationsdichte) ist anhand dieser Methoden nur unter besonderen Umständen möglich. Auch besondere Fangtechniken, die für einzelne, oft wirtschaftlich bedeutsame Arten entwickelt worden sind, können nicht eingesetzt werden, da ja nicht im Voraus bekannt ist, wie die Gesamtentwicklung auf die einzelnen Arten verteilt ist. Bei den meisten Zeitreihen steht die Entwicklung der Biodiversität, meist anhand der Gesamt-Artenzahl, im Vordergrund des Interesses, so dass nur sehr wenige Datensätze erhoben worden sind, anhand derer auch die Gesamthäufigkeit der Fluginsekten abgeschätzt werden kann.

### Windschutzscheibenphänomen

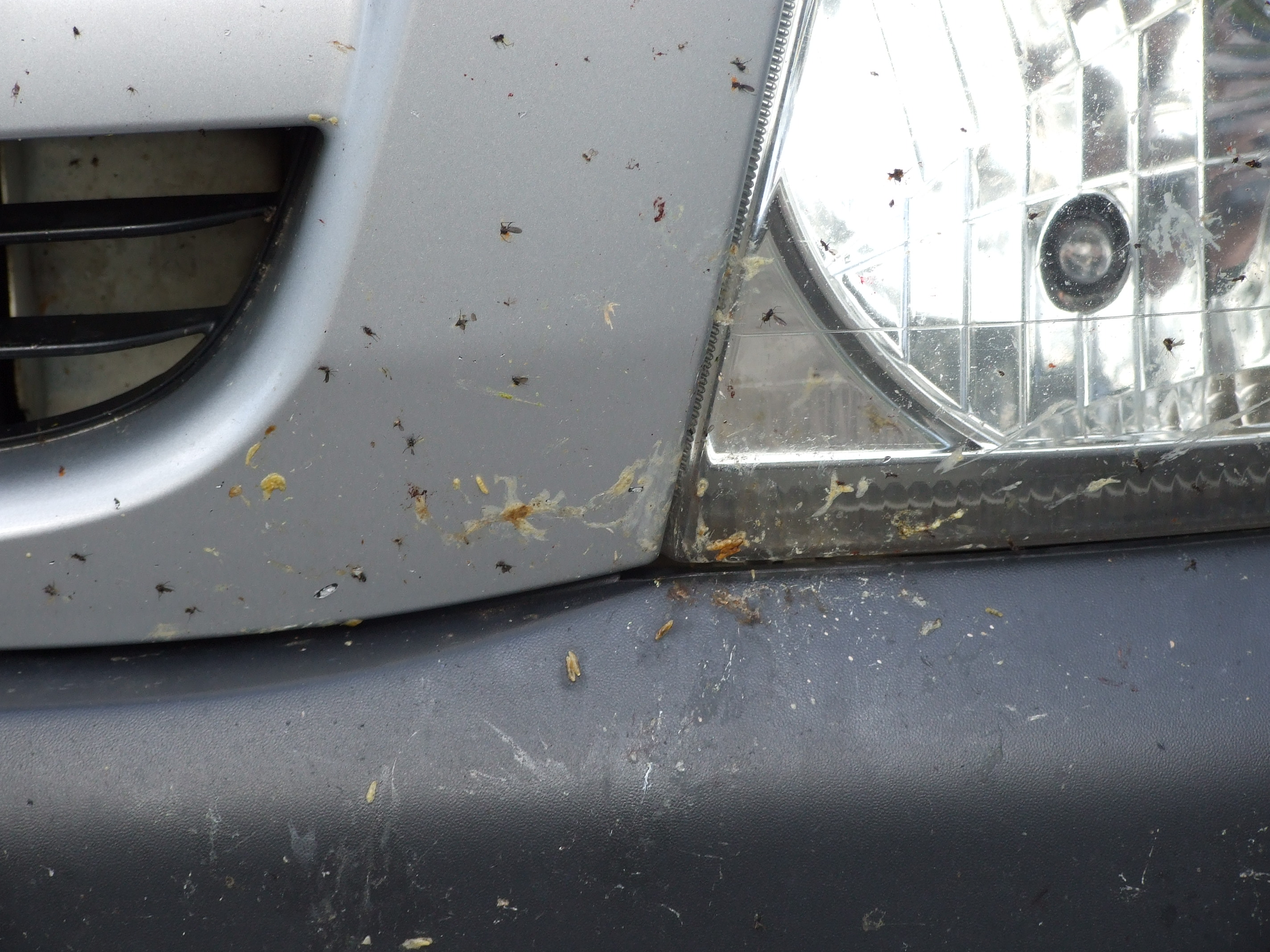
Insektenleichen an einer Fahrzeugfront (2009)
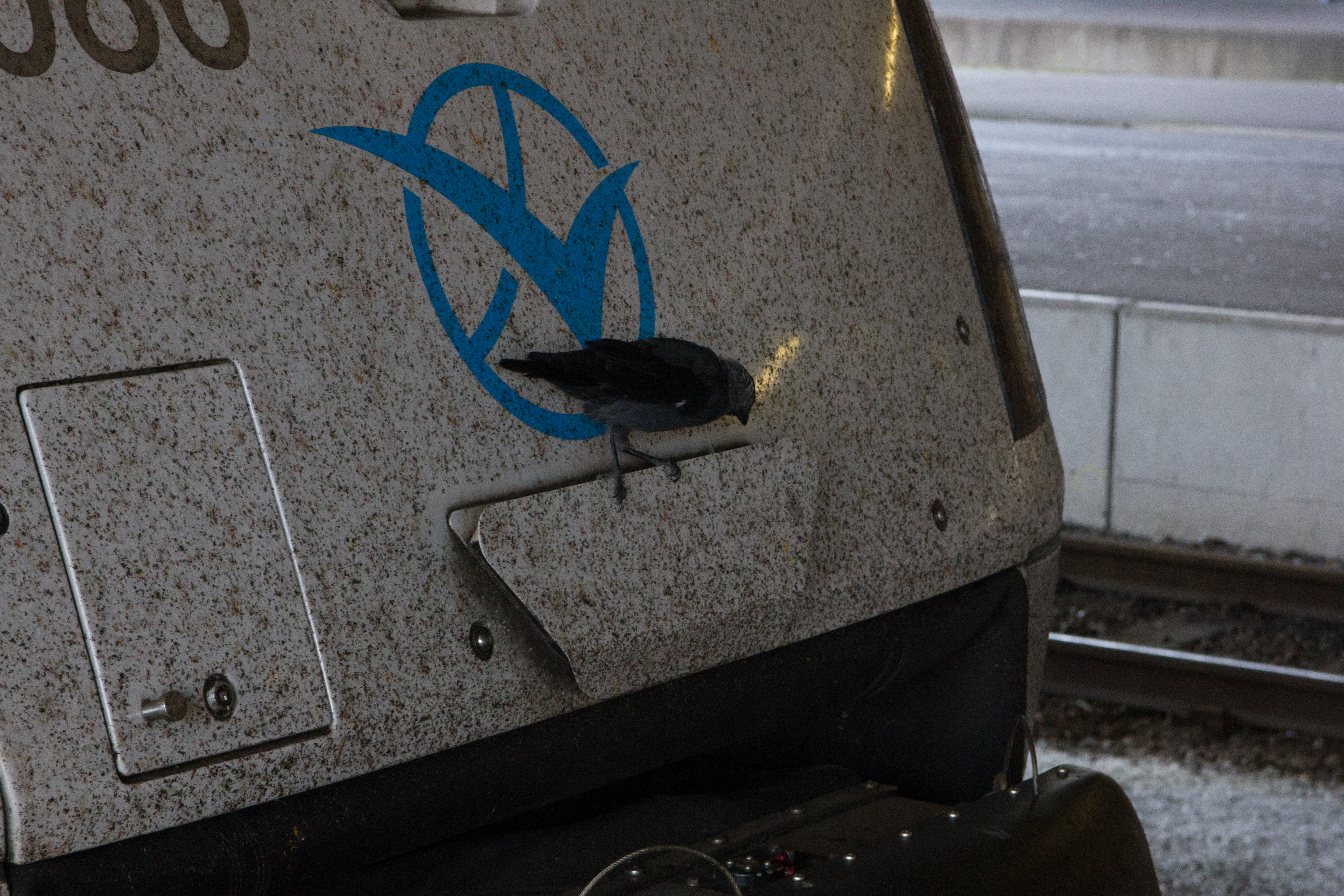
Eine Dohle pickt Insektenleichen von einer Västtrafik-Lok ab (2015)

Die gefühlte Beobachtung, dass tendenziell weniger zerschellte Insekten auf Auto-Windschutzscheiben (oder Lokomotivfronten) kleben als früher, wird als sogenanntes „Windschutzscheibenphänomen“ bezeichnet und vielfach als grobes Indiz für eine merklich abnehmende Biomasse der Fluginsekten gewertet. Ob diese Beobachtung zutrifft und ob sie ein Indiz für ein Insektensterben wäre, wird allerdings unterschiedlich gewertet. So weist der Umweltwissenschaftler Josef Settele darauf hin, auch die Aerodynamik der Autos sei verbessert, was umso mehr einen Unterschied macht, je leichter das Tier ist, wodurch etwa Mücken jetzt öfter an der Scheibe vorbeigeleitet werden. Der amerikanische Entomologe John Acorn spricht von einem Mem, dessen erste Verwendung er ins Jahr 1997 zurückverfolgen konnte.

### Wissenschaftliche Applikationen auf Basis des Windschutzscheiben-Effekts
Auf Basis des Windschutzscheiben-Effekts sind inzwischen verschiedene Applikationen entwickelt worden, die wissenschaftlichen Ansprüchen genügen:
- In Großbritannien haben sich mehrere Naturschutzorganisationen die Tatsache zunutze gemacht, dass Fluginsekten außer an Windschutzscheiben auch an anderen stark vom Fahrtwind angeströmten Fahrzeugpartien zerschellt kleben bleiben: Die Royal Society for the Protection of Birds (RSPB), Kent Wildlife Trust und Bug Life haben sich daher für ein gemeinsames Datenerhebungsverfahren als Fang- und Bezugsfläche auf das vordere Kraftfahrzeugkennzeichen festgelegt, das mit seiner Normgröße, seiner planen Oberfläche und seiner typischerweise streng frontalen Anbringungsweise aerodynamisch weitgehend standardisierte Bedingungen bietet. Autofahrer können sich als freiwillige Datenlieferanten bei den Veranstaltern registrieren und im Rahmen ihrer normalen Fahrten als Bürgerforscher tätig werden. Vor jedem Fahrtantritt müssen sie ihr Nummernschild reinigen und nach Fahrtende das Ergebnis zusammen mit wesentlichen Fahrtparametern an die Veranstalter übermitteln.
Die erste Anwendung dieser Methode fand 2004 im Rahmen des „Big Bug Count“ der Royal Society for the Protection of Birds (RSPB) statt.[78] Dabei und in einer Folgeanwendung 2019 mussten Start- und Ende-Zeiten sowie die Fahrtdistanz noch manuell erfasst werden; zur Erleichterung der Zählung wurden Auswerteschablonen, so genannte „splatometer“ bereitgestellt, die die Gesamtfläche des Nummernschildes in mehrere Teilflächen unterteilten. Ab der Erhebung 2021 kommt eine Smartphone-App „Bugs Matter“ zum Einsatz, die über die GPS-Funktion des Mobilgeräts Daten über die Länge, die Dauer, den Ort und die durchschnittliche Geschwindigkeit der Fahrt liefert und bei der fotografischen Dokumentation und Weiterleitung des Ergebnisses unterstützt.[79][80]

- In Österreich wurde am Institut für Zoologie der Universität Innsbruck das so genannte Insekten-Bus-Monitoring (IBM) entwickelt. Auch hierbei werden Insektenrückstände von Windschutzscheiben und Frontflächen, so genannter „Roadkill“, ausgewertet, allerdings nicht quantitativ, sondern es werden mittels DNA-Spurenanalytik die von den Fahrzeugen erfassten Insektenarten identifiziert. Als Probensammler fungierten in einem ersten Anwendungsprojekt Busse der Österreichischen Postbus AG auf jeweils vier Linien in den Bundesländern Tirol, Kärnten, Nieder- und Oberösterreich. Von April bis September 2024 wurden durch ein Projektteam mehrmals im Monat abends von den Frontbereichen der Postbusse mit Mikrofasertüchern Proben genommen. Die Tücher mit den Insektenresten wurden anschließend in Wasser ausgewaschen und daraus mit speziellen DNA-Filtern Insekten-DNA gewonnen. Die Insekten-DNA wurde konserviert und ab Herbst 2024 im Labor extrahiert, vervielfältigt, sequenziert und dann mit internationalen DNA-Datenbanken abgeglichen. Die Veröffentlichung der Ergebnisse ist für Herbst 2025 angekündigt; sie sollen für die ausgewählten unterschiedlichen Landschaftsformen (Acker- und Grünland, Wald, Siedlungsgebiet) zeigen, in welchem Zustand sich die Insektenwelt in Österreich befindet und wie sich die Artenvielfalt und Insektengemeinschaften verändern. Gefördert wird das Projekt vom österreichischen Klimaschutzministerium (BMK) über den Biodiversitätsfonds.[81]

## Datenerhebung und Diskussion in Deutschland
Die Debatte zum Thema Insektensterben, vorher überwiegend in der Fachöffentlichkeit geführt, intensivierte sich durch die Antwort der Bundesregierung, vertreten durch die damalige Umweltministerin Barbara Hendricks, auf eine kleine Anfrage von verschiedenen Abgeordneten der Grünen vom 14. Juli 2017, die auch von überregionalen Zeitungen aufgegriffen wurde. Das Ministerium teilte darin unter anderem mit, dass es derzeit keine belastbare, bundesweit repräsentative Datenbasis zur Einschätzung von Langzeitveränderungen von Vorkommen und Bestandsgrößen der Insektenfauna in Deutschland gibt. Unter Federführung des BfN sei aber eine Studie „Biodiversitätsverluste in FFH-Lebensraumtypen des Offenlandes“ beim Entomologischen Verein Krefeld in Auftrag gegeben worden. Kommentatoren wie der Journalist Bernd Ulrich weisen darauf hin, dass der Ruf nach Langzeitstudien bei katastrophalen ökologischen Entwicklungen wie dem Insektensterben dazu führen kann, dass Gegenmaßnahmen so lange verzögert werden, dass es bei einem zweifelsfreien wissenschaftlichen Nachweis schon zu spät für wirksame Gegenmaßnahmen wäre. Negative Entwicklungen mit langfristigem, schleichendem Verlauf, ohne spektakuläre, fernsehtaugliche Katastrophen als Nachrichtenaufhänger, hätten es besonders schwer, in der öffentlichen Debatte noch wahrgenommen zu werden. Zu einer ähnlichen Einschätzung kommen auch Wissenschaftler wie Niko Paech. Kritisiert wird, dass den zusätzlichen Bundesmitteln für den Insektenschutz weiterhin ein wesentlich höherer Betrag an umweltschädlichen Subventionen gegenübersteht und das globalisierte Ernährungssystem nur symptomatisch, nicht aber transformativ verändert werden soll, was für einen nachhaltigen Umgang mit natürlichen Ressourcen unerlässlich wäre.
In einem Fachgespräch des Ausschusses für Umwelt, Naturschutz, Bau und Reaktorsicherheit des deutschen Bundestags zu dem Thema wurde unter anderem die Reduktion des Pestizideinsatzes gefordert.
Naturschützer wie der BUND fordern, dass möglichst schnell ein dauerhaftes bundesweites Insektenmonitoring aufgebaut wird und als kritisch bekannte Insektizide intensiv überprüft werden. Gefordert wird unter anderem ein Verbot der Neonicotinoide, eine Realisierung und umgehende Veranlassung und Finanzierung von Maßnahmen zur Förderung der Biodiversität wie z. B. die Renaturierung von Ackerrändern (Ackerrandstreifen) sowie die Umsetzung der gesetzlich vorgeschriebenen Gewässerrandstreifen, eine großflächige Neuausweisung bzw. Vergrößerung von Schutzgebieten nach Naturschutz- und Landeswaldgesetz sowie die Förderung des Arten-, Biotop- und Landschaftsschutzes wie auch der biologischen Landwirtschaft. Forscher der Zoologischen Staatssammlung München fanden auf einer ökologisch bewirtschafteten landwirtschaftlichen Fläche die 2,6-fache Menge an Biomasse im Vergleich zu einer konventionell bewirtschafteten Fläche.
Auch der Agrarreport 2017 des Bundesamtes für Naturschutz stellt für Deutschland fest, der Gesamtbestand der Insekten in Deutschland habe in den letzten drei Jahrzehnten deutlich abgenommen; dies betrifft sowohl die Artenzahlen wie auch die Insektenpopulationen. Der Rückgang der Insektenbiomasse sei dabei in Agrarlandschaften besonders ausgeprägt. Neben anderen Auswirkungen der intensivierten Landwirtschaft werden vom Bundesamt insbesondere Insektizide der Wirkstoffklasse der Neonicotinoide als kritisch hervorgehoben. Ende 2017 gab das Bundesamt für Naturschutz bekannt, dass es infolge der 2016 vom Bundesministerium für Umwelt, Naturschutz, Bau und Reaktorsicherheit gestarteten Naturschutz-Offensive 2020 ein umfangreiches Insekten-Monitoring in Auftrag gegeben habe. Im Oktober 2018 stellte Bundesumweltministerin Svenja Schulze die Maßnahmenvorschläge für das im Koalitionsvertrag vereinbarte Aktionsprogramm Insektenschutz vor. Dieses wurde im September 2019 vom Bundeskabinett beschlossen und wird von verschiedenen Akteuren kritisiert. Ebenfalls im Oktober 2018 fand das Internationale Insektenschutzsymposium der Universität Hohenheim im Naturkundemuseum Stuttgart statt. Beim vorgestellten 9-Punkte-Plan steht die „Einschränkung des Pestizideinsatzes in der Landwirtschaft“ an erster Stelle. Auch dieses Programm wurde von anderen Wissenschaftlern als eher defizitär und wenig effektiv bewertet.
Gleichwohl werden zur Schädlingsbekämpfung in deutschen Nutzwäldern immer noch hohe Mengen Pestizide wie Cyhalothrin und Tebufenozid versprüht.

## Ursachen

Metastudie: Anteil der Studien, welche die jeweils angegebenen Gründe als hauptsächlich für den Insektenrückgang identifizierten (in Prozent)

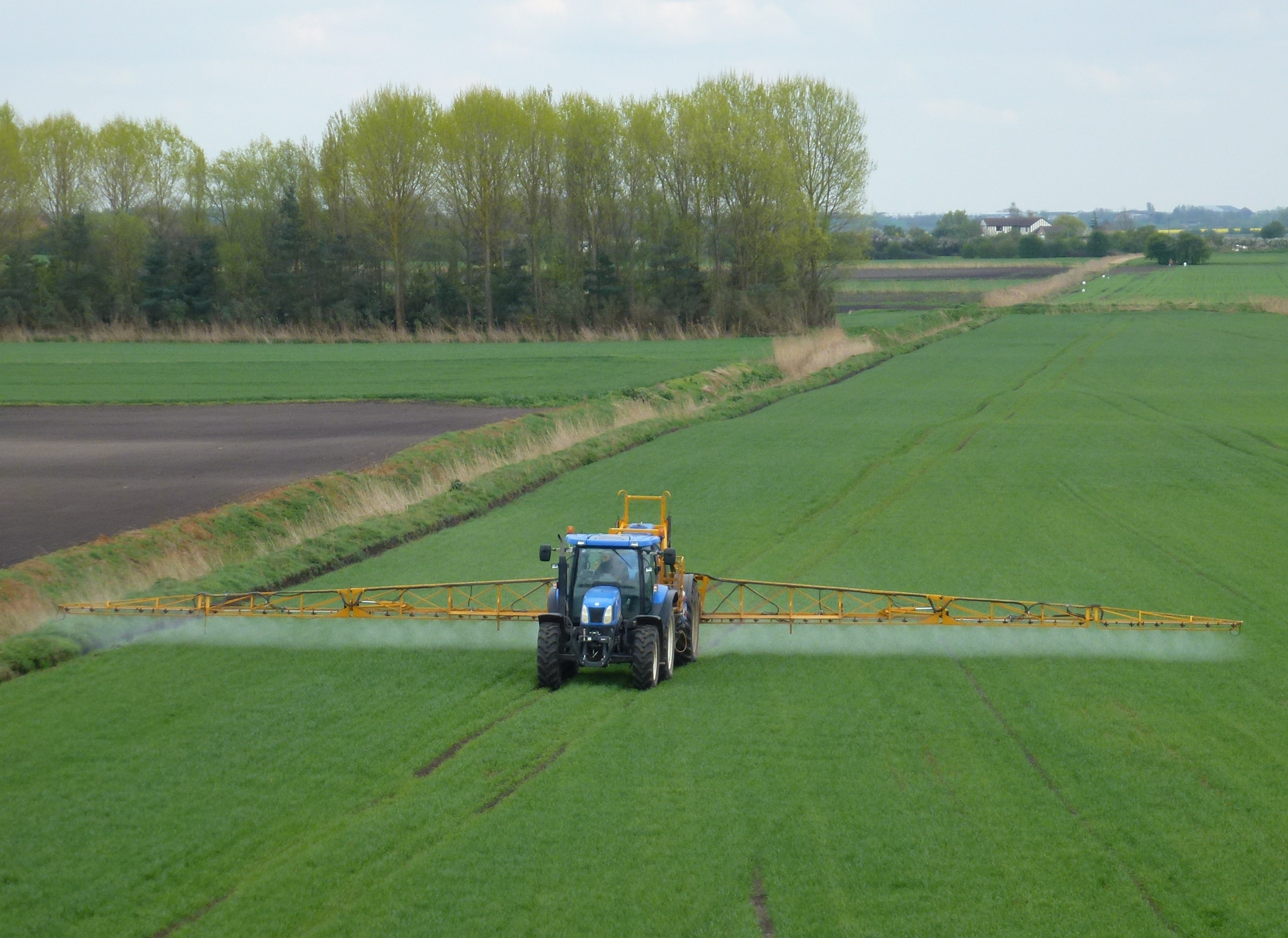
Ausbringung Pflanzenschutzmittel
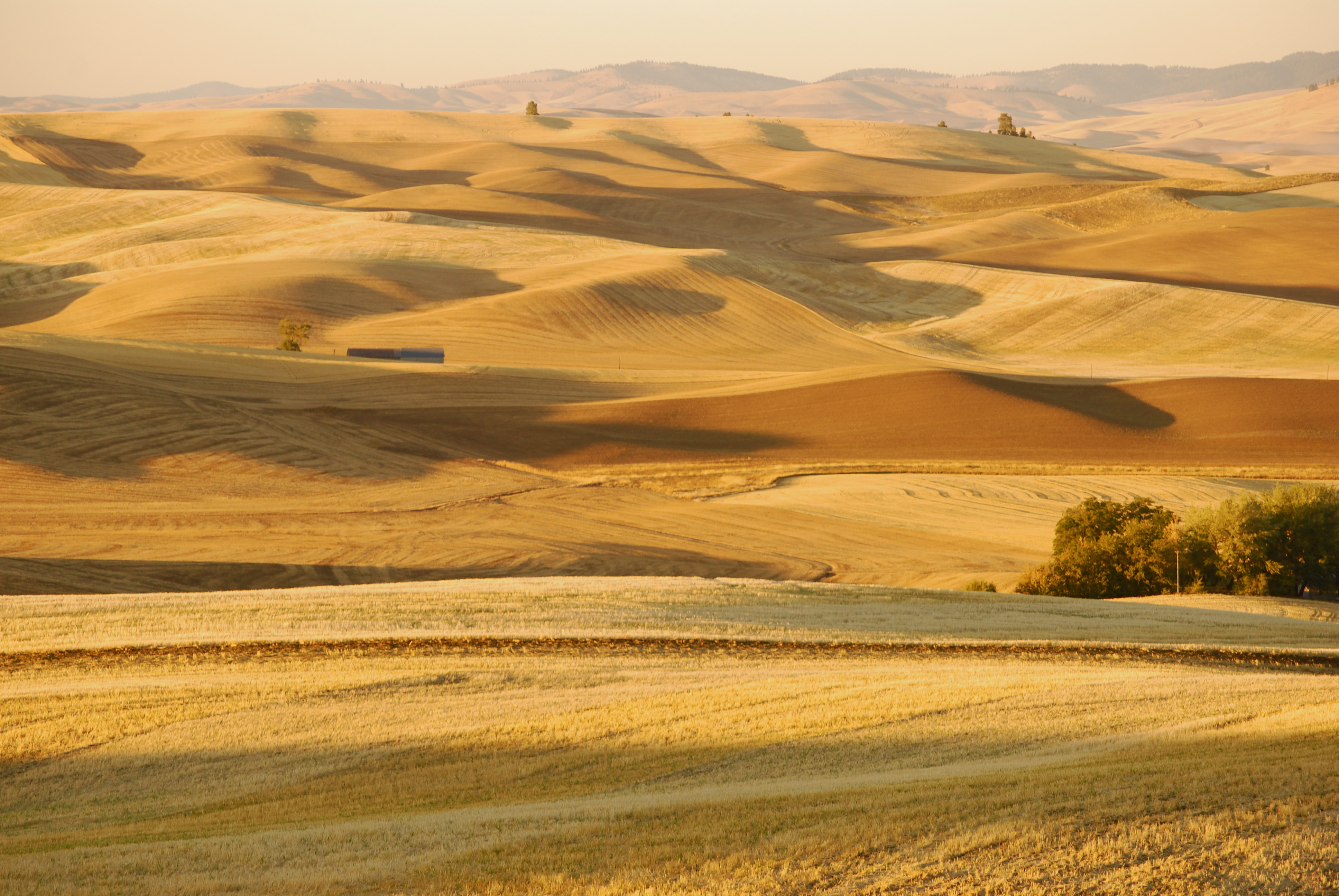
Artenarme Agrarsteppe
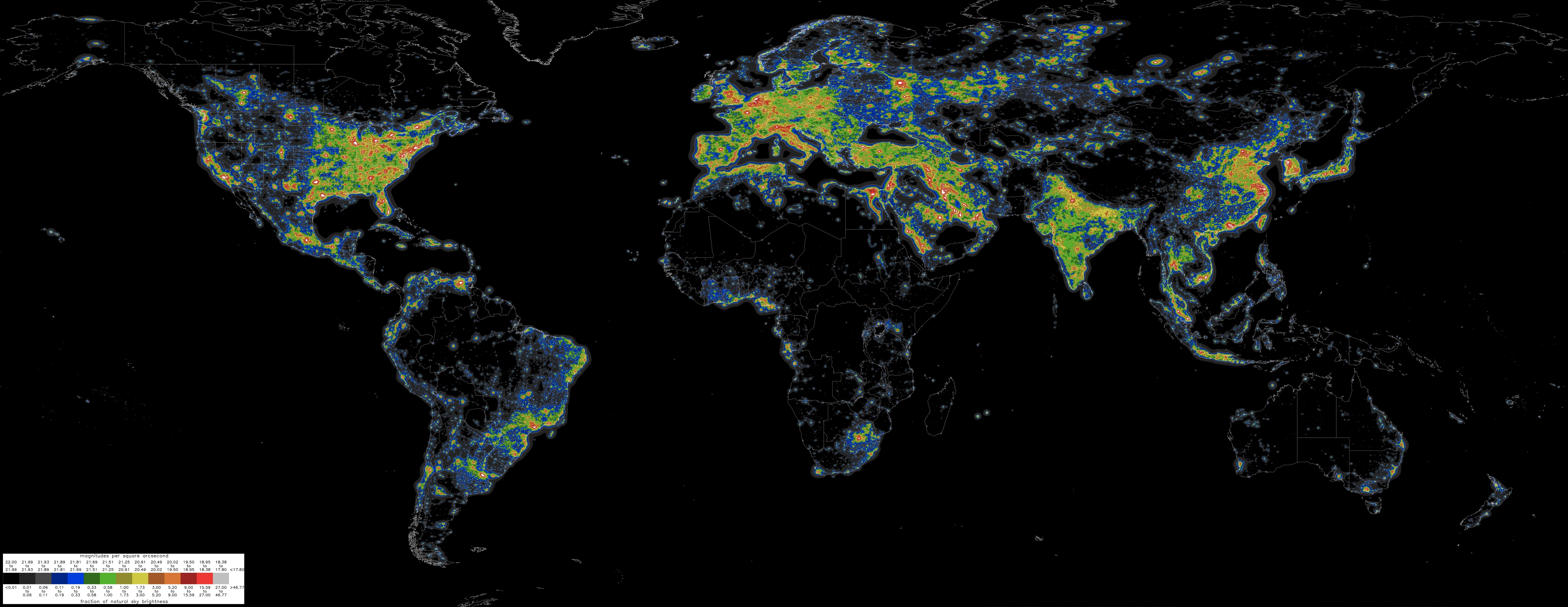
Weltkarte der Lichtverschmutzung

Zu den Ursachen des Rückgangs zählen Insektenkundler z. B. Biotopverluste bei Pflanzen aufgrund erhöhten Stickstoffgehalts (beispielsweise durch Eutrophierung von Magerrasen), Zerstückelung der Landschaft und Pestizideinsatz inklusive des Einsatzes von Tierarzneimitteln (im Speziellen von Antiparasitika). Als weitere Ursachen genannt werden Monokulturen in der Landwirtschaft und die geringe Anzahl von Hecken und Randstreifen auf Feldern. Biotopverbindungen werden häufiger unterbrochen und so eine Wanderung erschwert. Eine der Ursachen für den Rückgang der Zahl der Schmetterlingspopulationen ist, dass Raupen eine Pflanze vor allem dann befressen, wenn sie Stickstoffmangel hat. Durch Dünger auf benachbarten Feldern oder durch Stickoxide aus Autoabgasen nehmen Pflanzen jedoch mehr Stickstoff als früher auf und wachsen stärker. Antibiotika und Hormone aus dem Abwasser können auch eine Gefahr für Insekten werden.
Auch die zunehmende Lichtverschmutzung wirkt sich auf Insekten aus. Dabei sind verschiedene Wirkmechanismen unterscheidbar: Insekten werden durch Lichtquellen angelockt und immobilisiert, wodurch sie Aktivitätszeit einbüßen und leichter Opfer von Prädatoren werden. Durch Störung der Orientierung können ihnen Teile des potenziellen Lebensraums abgeschnitten werden und so verloren gehen. Insbesondere bei wasserlebenden (aquatischen) Insekten können Lampen sogar als Falle wirken, die ganze Lebensräume leer fangen. Wesentliche Effekte wurden etwa für nachtlebende, bestäubende Schmetterlingsarten (Lepidoptera) erschlossen.
Der gegenwärtige Klimawandel wirkt über verschiedene sich verändernde Klimaparameter, wie Temperatur, Niederschlag oder Luftfeuchtigkeit, in komplexer Weise direkt und indirekt auf das Vorkommen und die Entwicklung von Insekten ein. Empirische Studien hierzu sind rar, sie untersuchten bislang primär die Wirkung steigender Temperaturen und waren häufig auf Regionen in den gemäßigten Zonen beschränkt. Generell deuten die Befunde darauf hin, dass Insekten in gemäßigten Breiten eine höhere Widerstandsfähigkeit gegenüber Temperaturänderungen haben als in den gleichbleibend temperierten Tropen. Dementsprechend ist in den Tropen auch bei einer relativ schwach ausgeprägten Erwärmung mit gravierenderen Wirkungen zu rechnen, während in höheren Breiten bei einer unter einer kritischen Temperaturschwelle bleibenden Erwärmung sogar eine Steigerung der Fitness möglich sein könnte. Die Auswertung von Daten aus deutschen Naturschutzgebieten deutet darauf hin, dass die steigenden Temperaturen dem beobachteten Trend zu abnehmender Insektenbiomasse dort bislang eher entgegengewirkt haben (Hallmann u. a., 2017). Der anhand einer Auswertung von Fängen in den Jahren 1976 bis 2012 dokumentierte gravierende Biomasserückgang in einem tropischen Regenwaldgebiet nahe Luquillo, Puerto Rico, ist hingegen nach Ansicht der Forscher in erster Linie auf die höheren Temperaturen zurückzuführen.
Die von Hallmann u. a. 2017 veröffentlichte Langzeitstudie – die ein Insektensterben von 76 Prozent in einigen Schutzgebieten innerhalb Deutschlands im Zeitraum 1989 bis 2016 schätzt – konnte keine klaren Ursachen identifizieren. Die Rückgänge seien, zumindest anhand der zur Verfügung stehenden Daten, nicht allein mit Lebensraumzerstörung, Klimawandel oder Landnutzungsänderungen – und damit auch der Verarmung der Agrarlandschaften – zu erklären. Josef Settele von der Biozönosenforschung am Helmholtz-Zentrum für Umweltforschung (UFZ) in Halle sieht dies als einen der wenigen Schwachpunkte des Langzeit-Monitorings: „Die Autoren konnten nicht alle klimatisch relevanten Faktoren einschließen. Nach ihrer eigenen Aussage sind noch weitere Analysen nötig. Daher kann das Klima als wichtiger Faktor nicht ausgeschlossen werden. Die vereinfachte Darstellung, dass Wetterveränderungen oder Änderungen der Landnutzung den Gesamtrückgang nicht erklären können, ist zumindest irreführend.“ Jan Christian Hebele vom Lehrstuhl Terrestrische Ökologie, TU München geht davon aus, dass Pestiziden ein beträchtlicher Anteil am Rückgang der Insekten zukommt. Insbesondere bei kleineren Naturschutzgebieten kann über Luftverfrachtung eine Kontamination der Fläche erfolgen. Dicks et al. sehen die Landwirtschaft als einen Hauptgrund für den Bestandsrückgang an Bestäubern an. Nicht nur Landwirte, sondern insbesondere Agrarpolitiker und auch Verbraucher in ihrem Einkaufsverhalten stünden in der Verantwortung. In der Forstwirtschaft kann die Bewirtschaftung einen signifikanten Unterschied machen: Eine Studie aus Deutschland an 140 Standorten hatte eine Laufzeit über 10 Jahre. Dabei fiel der Rückgang stärker aus, wenn am Standort nicht-heimische Baumarten vorherrschten oder der Wald kürzlich gerodet wurde.
Laut einer 2018 veröffentlichten Modellanalyse der DLR könnten Windkraftanlagen regional eine Rolle beim Rückgang mancher Fluginsekten-Populationen spielen. Das Bundesamt für Naturschutz sah vor dem Hintergrund der bisher bekannten Hauptursachen keinen unmittelbaren Handlungsbedarf. Aus Sicht der Autoren wäre eine „empirische Überprüfung der in [ihrer] Studie theoretisch berechneten Verluste als nächster Schritt sehr sinnvoll“. Selbst innerhalb der DLR werden die Ergebnisse der von Physikern und Ingenieuren verfassten Studie angezweifelt und als Ausfall der institutsinternen Kontroll- und Freigabemechanismen während einer Umbauphase bezeichnet. So wurde z. B. angenommen, dass in den unteren Luftschichten Insekten homogen verteilt sind und dann derjenige Teil der Insekten vernichtet würde, der der überstrichenen Rotorfläche entspricht. Dabei wurden einige Effekte völlig überschätzt: sowohl die Insektendichte, dann die unterschiedliche Verteilung der Insekten in den Luftströmungen und drittens die Wirkung der Luftverwirbelung durch natürliche Effekte (Wind, Temperaturgradienten, Hindernisse u. a. eben auch Windrotoren). Eine Studie mit vergleichender Erfassung von Fluginsekten am Boden und in der Höhe zeigte, dass Windkraftanlagen für das aktuelle Insektensterben keine Rolle spielen.
Eine im Jahr 2023 im Fachzeitschrift Nature veröffentlichte Studie legt nahe, dass Wetteranomalien und Klimawandel als Hauptursachen für den in der „Krefelder Studie“ aufgezeigten Insektenrückgang in Frage kommen. Einige Experten zweifeln allerdings an der in dieser Studie verwendeten Methodik.

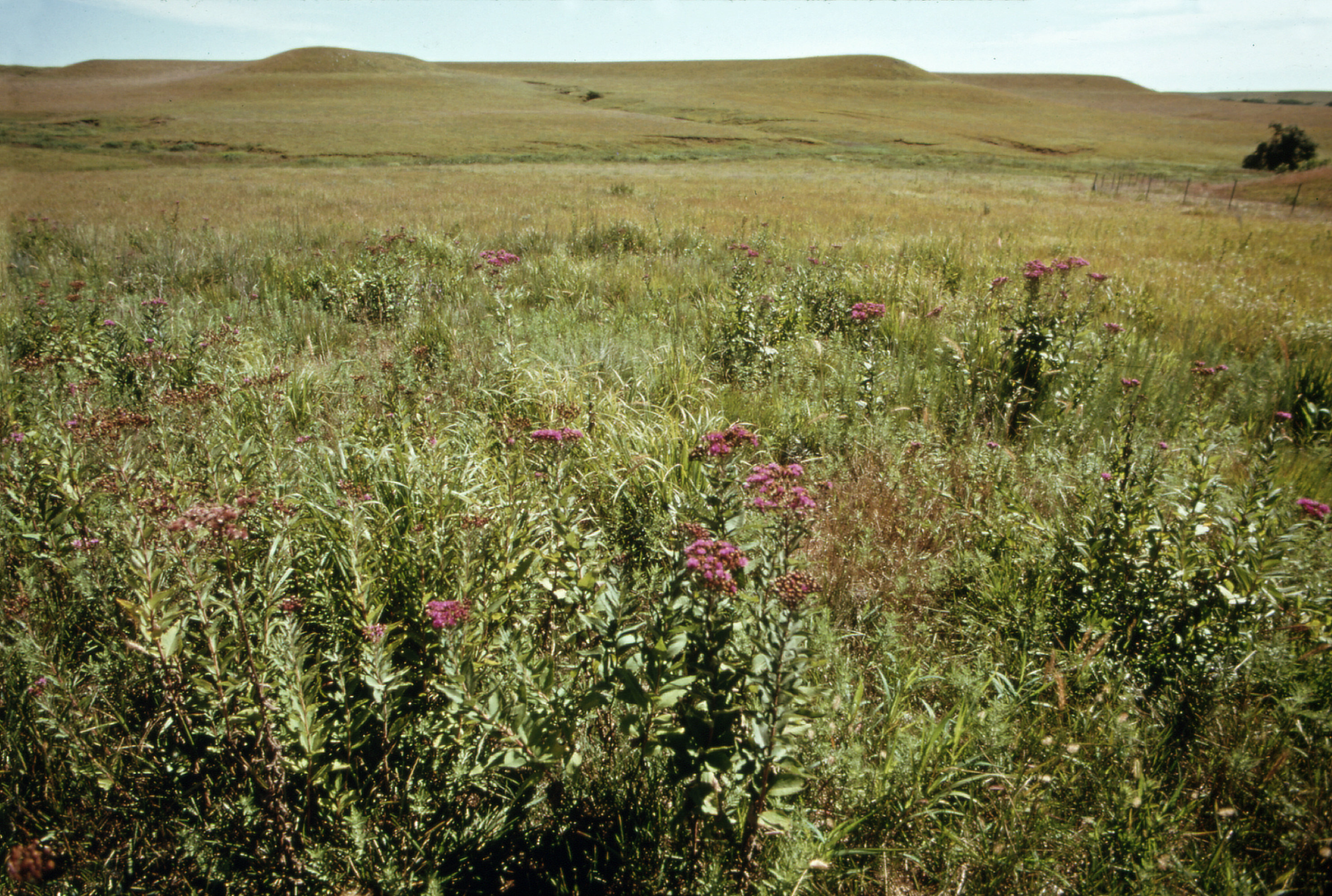
Naturbelassene Hochgrasprärie Konza, im Besitz der Kansas State University

Eine Studie aus dem Jahr 2024 identifizierte anhand von gesammelten Daten zwischen 1996 und 2017 in der Konza Prärie (Kansas) die Zunahme an CO₂-Emissionen als Ursache für den Rückgang von Herbivorenpopulationen, kartiert wurden insbesondere Orthopteras. Demnach wird der Rückgang maßgeblich durch die CO₂-bedingte Nährstoffverdünnung in Pflanzen verursacht, die essenzielle Elemente wie Stickstoff und Phosphor in der Pflanzennahrung verringert. Besonders produktive oder nährstoffarme Ökosysteme wie tropische Regenwälder und offene Ozeane sind demnach stark betroffen, da Pflanzen zunehmend kohlenhydratreich, aber nährstoffarm werden. Herbivoren müssen größere Mengen minderwertiger Nahrung aufnehmen, was ihren Energiehaushalt belastet, ihre Entwicklung verlangsamt und ihre Fortpflanzung einschränkt. Die Nährstoffverdünnung fördert zudem pflanzliche Abwehrmechanismen und kann in Verbindung mit steigenden Temperaturen und Trockenheit das Risiko von Großbränden erhöhen. Als nachhaltige Gegenmaßnahme wird die Verringerung von CO₂-Emissionen empfohlen, da Aufforstung und erhöhte Biomasseproduktion das Problem verschlimmern könnten.

## Gegenmaßnahmen
Da das aktuelle Insekten- und Artensterben im Gegensatz zu den erdgeschichtlich vorangegangenen großen Massenaussterben weitestgehend durch menschliche Einflüsse verursacht wird, bestehen zumindest theoretisch gute Chancen, diese Aussterbewelle durch geeignete Gegenmaßnahmen signifikant abzumildern. Korrespondierend zu den bislang bekannten Hauptursachen werden dazu in der Literatur unter der Begrifflichkeit Artenschutz weitgehend übereinstimmend Maßnahmen in den folgenden Handlungsfeldern gefordert, die sich im Wesentlichen auch im spezieller auf die Klasse der Insekten ausgerichteten Insektenschutz wiederfinden (z. B.):
- Einschränkung des Pestizideinsatzes in der Landwirtschaft
- Extensivierung der Landwirtschaft, Erhöhung der Artenvielfalt des Grünlands
- Unterschutzstellung wichtiger Lebensräume, insbesondere Primärbiotope
- Schutz und ggf. Biodiversitätsaufwertung von Sekundärbiotopen
- Realisierung von Biotopverbünden
- Reduzierung der Lichtverschmutzung
- Forschungs‐ und Bildungsoffensive, Öffentlichkeitsarbeit

### Instrumente der direkten Demokratie
Auch Instrumente der direkten Demokratie (auf kommunaler Ebene Bürgerbegehren, auf Landes- oder Bundesebene Volksbegehren und auf europäischer Ebene Europäische Bürgerinitiativen) können zum Insektenschutz beitragen, indem sie z. B. insektenschutzrelevante Regelungen in bestehenden oder neu zu erstellenden Verordnungen bzw. Gesetzen fordern.

#### Deutschland
In Deutschland waren bislang zwei Volksbegehren auf Landesebene erfolgreich:
- In Baden-Württemberg wurde im Mai 2019 das Volksbegehren Artenschutz – „Rettet die Bienen“ gestartet. Die amtliche Sammlung der erforderlichen knapp 770.000 Unterschriften wurde im Dezember 2019 vorzeitig beendet, da die Forderungen der Initiative von der Landesregierung im Oktober 2019 in weiten Teilen in einem Eckpunktepapier übernommen worden waren. Am 22. Juli 2020 beschloss der baden-württembergische Landtag daraufhin ein Gesetz zur Änderung des Naturschutzgesetzes und des Landwirtschafts- und Landeskulturgesetzes.

- In Bayern fand 2019 das Volksbegehren „Artenvielfalt & Naturschönheit in Bayern“ statt, das auch unter dem Motto Rettet die Bienen bekannt wurde. Es zielte darauf ab, durch eine Änderung des Bayerischen Naturschutzgesetzes die Entwicklung der Artenvielfalt in Flora und Fauna dauerhaft zu sichern und die bestehenden Lebensräume zu erhalten und zu verbessern. Der Landtag nahm das Volksbegehren an, so dass es nicht zum Volksentscheid kam. Damit war das Volksbegehren erfolgreich. Einige tiefgreifende Änderungen des Bayerischen Naturschutzgesetzes traten bereits am 1. August 2019 durch Landtagsbeschluss in Kraft.

#### Schweiz
Am 13. Dezember 2018 wurde die Petition „Insektensterben aufklären“ von Naturfreunde Schweiz eingereicht. Am 11. Februar 2020 wurde die Motion „Das Insektensterben bekämpfen“ von der Kommission für Umwelt, Raumplanung und Energie des Nationalrats (UREK-N) eingereicht. Die Motion wurde vom Parlament angenommen. Damit wird der Bundesrat u. a. beauftragt, die unverzügliche Umsetzung der Aktionspläne Biodiversität, Bienengesundheit und Pflanzenschutzmittel sicherzustellen. Am 7. September 2021 wurde der Bericht «Insektenvielfalt in der Schweiz» vom Forum Biodiversität der Akademie der Naturwissenschaften Schweiz publiziert.

#### Europa
Am 30. September 2019 wurde bei der Europäischen Kommission die Europäische Bürgerinitiative „Bienen und Bauern retten! Eine bienenfreundliche Landwirtschaft für eine gesunde Umwelt“ registriert und von den Initiatoren gestartet. Die Initiative forderte die Kommission auf, zum Schutz der Bienen und der Gesundheit der Menschen den Einsatz synthetischer Pestizide bis 2035 schrittweise zu beenden und die Landwirte bei der Umstellung zu unterstützen. Mit 1.054.973 gesammelten gültigen Unterschriften war die Initiative erfolgreich und wurde am 7. Oktober 2022 von der EU-Kommission für gültig befunden. Am 16. März 2023 debattierte das Europäische Parlament über die Initiative, und am 5. April 2023 wurde eine offizielle Antwort der EU-Kommission veröffentlicht, in der die Initiative begrüßt und ihre Bedeutung anerkannt wird. In der Antwort wird vielfach auf bereits angeschobene Maßnahmen, Strategien und geplante Verordnungen verwiesen und daher keine Priorität für neue Rechtsakte gesehen. Vor dem Hintergrund der Ablehnung des Gesetzesvorschlages zur EU-Pestizidreduktion durch das EU-Parlament am 22. November 2023 planen die Initiatoren neue öffentlichkeitswirksame Maßnahmen.

## Zitat
„Ich vermisse die Balz der Großtrappen auf den Feldern. Ich vermisse die Rufe des Braunkehlchens, das Trällern der Feldlerchen und der Goldammern. Ihnen fehlen die Insekten als Nahrung. Die Küken sterben einen leisen Tod, und niemand bemerkt diese Tragödie. Nur die Stille auf den Feldern wirkt bedrückend.“

## Medien

### Dokumentationen
- Das große Insektensterben - Was können wir tun? in der ARD-Mediathek (59 Min.), abrufbar bis 9. April 2026
- planet e.: Welt ohne Insekten. In: zdf.de; 2019, 29 Minuten